# Ласеллс, Алан
Сэр Алан Фредерик «Томми» Ласеллс (англ. Sir Alan Frederick «Tommy» Lascelles; 11 апреля 1887 — 10 августа 1981) — британский придворный деятель XX века. Личный секретарь короля Георга VI и королевы Елизаветы II. Автор так называемых принципов Ласеллса (en:Lascelles Principles), которые сформулировал в 1950 году в письме редактору The Times под псевдонимом «Senex». Кавалер многих орденов, рыцарь (возведён в достоинство Георгом VI в поезде в Канаде).

## Биография
Родился в аристократической семье: сын коммандера достопочтенного Фредерика Ласеллса (1848—1928; младший сын 4-го графа Хэрвуда) и Фредерики Марии Лидделл (ум. 1891; внучка 1-го барона Рэвенсворта). Его двоюродный брат — 6-й граф Хэрвуд (1882—1947) — муж принцессы Мэри (дочери короля Георга V). Среди друзей был известен под именем Томми.
В 1920 году стал помощником личного секретаря принца Эдуарда (впоследствии короля Эдуарда VIII), прослужив в этой должности до 1929 года. Вышел в отставку, ссылаясь на разногласия с принцем. С 1931 по 1935 годы — секретарь генерал-губернатора Канады. Был секретарём короля Георга V.
Когда после смерти Георга V в январе 1936 года престол унаследовал Эдуард VIII, Ласеллс некоторое время был его личным секретарём. После отречения короля в декабре того же года он стал таковым для Георга VI.
В 1952—1953 годах — личный секретарь Елизаветы II.
С 1943 по 1953 годы был хранителем королевского архива.
Его бумаги хранятся в Архивном центре Черчилля в Великобритании.
Умер в 1981 году в возрасте 94 лет.

## Семья
16 марта 1920 женился на Джоан Фрэнсис Вер Зисайгер (1895—1971). У них было трое детей.

## В культуре
Появляется в британском сериале 2016 года «Корона», роль исполнил Пип Торренс.

## Награды
|  | Knight Grand Cross of the Order of the Bath (GCB)        |           |
|  | Knight Grand Cross of the Royal Victorian Order (GCVO)   |           |
|  | Companion of the Order of St Michael and St George (CMG) |           |
|  | Military Cross (MC)                                      |           |
|  | 1914–15 Star                                             |           |
|  | British War Medal                                        |           |
|  | Victory Medal                                            | с пальмой |
|  | King George V Silver Jubilee Medal                       | (1935)    |
|  | Коронационная медаль Георга VI                           | (1937)    |
|  | Коронационная медаль Елизаветы II                        | (1953)    |
|  | Гранд-офицер Почётного легиона                           | (Франция) |